# Gamma Crateris
Gamma Crateris este un sistem stelar dublu  care poate fi observat detaliat cu un telescop mic; sistemul este localizat în centrul constelației Cupa. Prima stea a sistemului este o stea de secvență principală de tipul A cu magnitudinea aparentă 4,1.  Ce de-al doilea component al sistemului are o magnitudine de 9,6. Sistemul este localizat la 84 ani lumină depărtare față de Sistemul solar.